# Jules Bel
 (juillet 2020).
Si vous disposez d'ouvrages ou d'articles de référence ou si vous connaissez des sites web de qualité traitant du thème abordé ici, merci de compléter l'article en donnant les références utiles à sa vérifiabilité et en les liant à la section « Notes et références ».
Jules Bel, né Jules-Auguste Bel le 30 septembre 1842 à Chambéria et mort le 11 janvier 1904 à Orgelet, est un fromager français. 

## Biographie
En 1865, il fonde à Orgelet dans le Jura un commerce d’affinage et de négoce de meules de comté, les « Établissements Jules Bel » qui sont  les bases de ce qui est deviendra par la suite le Groupe Bel. 
Le produit phare du  groupe, La Vache Qui Rit, sera créée par son fils Léon Bel en 1921,.